# Franklin Davenport

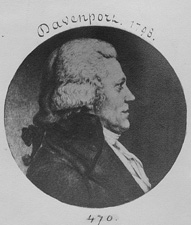
Franklin Davenport

Franklin Davenport, född 1755 i Philadelphia, Pennsylvania, död 27 juli 1832 i Woodbury, New Jersey, var en amerikansk politiker (federalist). Han representerade delstaten New Jersey i båda kamrarna av USA:s kongress, först i senaten 1798-1799 och sedan i representanthuset 1799-1801.
Davenport studerade juridik i Burlington och inledde 1776 sin karriär som advokat i Gloucester City. Han deltog sedan i amerikanska revolutionskriget.
Senator John Rutherfurd avgick 1798 och Davenport blev utnämnd till senaten fram till mars 1799. Han tillträdde sedan som ledamot av representanthuset och efterträddes som senator av James Schureman. Davenport kandiderade inte till omval som ledamot av USA:s representanthus.
Davenports grav finns på Presbyterian Cemetery i North Woodbury.